# Pikmin (serie)
Pikmin es una serie de videojuegos 
creada por Shigeru Miyamoto, lanzada por primera vez en Nintendo GameCube; en la que el protagonista es un astronauta que deberá dirigir sus propios escuadrones de Pikmin, unas criaturas diminutas que le ayudarán a superar una serie de problemas. Los personajes protagónicos de la serie, Capitán Olimar y Luis están probablemente basados en Mario y Luigi, los emblemas de la compañía Nintendo.

## El juego
Según dijo Shigeru Miyamoto en una entrevista, la idea original de Pikmin era mostrar los orígenes del ser humano -el juego se llamaba en un primer momento "Adán y Eva"-. Sin embargo, el concepto era poco interactivo para lo que se quería ofrecer, y se cambió radicalmente el juego. En los juegos encontramos a los Pikmin, que son un tipo de simpáticas criaturas que crecen de manera similar a las plantas, las cuales ayudarán a recuperar las partes de la Nave de Olimar (Pikmin), hallar tesoros (Pikmin 2), o recolectar alimentos (Pikmin 3).
Existen 12 tipos de Pikmin de distintos colores y teniendo un diferente rasgo facial cada uno. Dependiendo de la generación a la que pertenezcan, la flor de su cabeza será de diferente color (blanca en los rojos, amarillos y azules; rosa oscuro en los morados y blancos; púrpura en los pétreos y alados y amarilla en los gélidos y luminosos).

## Pikmin terrestres
Son Pikmin que viven en la superficie y tienen una cebolla como nave nodriza:
- Rojo: Es de color rojo y tiene una nariz puntiaguda. Resiste el fuego y es el más fuerte de los Pikmin básicos (rojo, amarillo y azul). Es en la mayoría de juegos es el primer tipo de Pikmin que se descubre.

- Amarillo: Es de color amarillo y tiene unas orejas de gran tamaño. Es inmune a la electricidad, y gracias a sus orejas, al ser lanzado por un capitán se eleva más alto que sus congéneres. En Pikmin, era el único tipo que podía cargar Roca Bombas, pero actualmente todos los tipos de Pikmin pueden.

- Azul: Es de color azul y tiene una branquia debajo de los ojos que mucha gente confunde por una boca. Puede permanecer en el agua todo el tiempo que quiera por lo que es muy útil para transportar objetos por el agua y socorrer a los Pikmin que se estén ahogando en ella. Los enemigos tienden a comerse a este Pikmin en primer lugar.

- Pétreo: Puede destruir el cuarzo. No puede adherirse, es como si se lanzara una roca, aun así puede realizar el resto de funciones que los demás Pikmin. Provoca un daño similar al del morado aunque solo cuando impacta. Si es aplastado no morirá, solo quedará hundido en el suelo (salvo algunos terrenos, donde sí es vulnerable). También es inmune a los ataques provocados por pinchos (el único con forma de roca poliédrica). En la versión beta de Pikmin 2 existe un Pikmin de color verde que posee una cola con una flor en la punta. Este Pikmin iba a aparecer en vez de los morados, pero con las mismas funciones que el pétreo. Sin embargo, la idea fue desechada.

- Alado: Es de color rosa, su cuerpo recueda al de una abeja con ojos azules y dos pequeñas alas en su espalda que le permiten la habilidad de volar (Esto le permite transportar objetos directamente por el aire sin necesidad de seguir un camino.); además, es el tipo de Pikmin más pequeño. Puede transportar objetos sobre el agua pero si cae en esta correrá el mismo peligro de ahogarse que los demás, sin embargo, no tiene tantos problemas como otros tipos para salir del agua. Aunque tiene un ataque débil, en batallas contra enemigos voladores es la mejor opción.

- Gélido: Está hecho completamente de hielo. Es resistente a las corrientes de ventisca helada, al hielo y al frío. Posee la habilidad de congelar temporalmente a los enemigos si se les golpea el tiempo suficiente o si son devorados (salvo que estos también estén hechos de hielo). También son capaces de congelar masas de agua, necesitando más o menos cantidad de estos dependiendo de la superficie de agua (llegando a un máximo de 100 Pikmin Gélidos). Al igual que los azules ellos pueden atravesar el agua sin ahogarse, pero no pueden sumergirse, ni tampoco ser lanzados por el capitán dentro de ella.

## Pikmin subterráneos
Son un tipo especial de Pikmin que solo se pueden obtener bajo tierra. Aunque puedan estar perfectamente en la superficie, no están preparados para vivir en esta pues no poseen una cebolla donde refugiarse por la noche (No obstante, en Pikmin 4 los Pikmin morado y blanco, además de recuperar el protagonismo que tuvieron en la segunda entrega, pasan a tener una cebolla propia donde refugiarse):
- Morado: Más pesado, panzón, y fuerte que los demás Pikmin. Tiene la fuerza y peso de 10 Pikmin, convirtiéndolo en una herramienta útil para transportar objetos pesados. Tiene una velocidad más reducida que otros Pikmin, por lo que no es recomendable que transporte objetos ligeros. Es resistente al pánico (solo en Pikmin 2), por lo que nunca saldrá corriendo con el rugido de ninguna bestia. Al lanzar varios a un enemigo, este quedará aturdido unos segundos. Es el único Pikmin con cabello, contando con 6 pelos en su cabeza.

- Blanco: Más rápido, con ojos rojos que ven objetos ocultos bajo tierra (en Pikmin 4 todos adquieren dicha habilidad), resistente al veneno y provoca una gran cantidad de daño cuando es ingerido por una criatura. Tiene ojos rojos y es considerablemente más pequeño que otros tipos de Pikmin.

- Luminoso: No es una especie de Pikmin en sí, puesto que no comparten la mayoría de características del resto de ellos: no pueden anidar en la superficie de día, no se pueden almacenar ni en la cebolla ni en ninguna parte, y en la superficie no se pueden usar para derribar muros o crear atajos, ni para transportar tesoros, píldoras o enemigos. No necesitan beber néctar para evolucionar, ya que lo hacen automáticamente transcurrido un rato. Tampoco necesitan ir "a pie" para reunirse con el capitán desde donde se encuentran, ya que siempre aparecen directamente detrás de él en cuanto terminan lo que han hecho, por lo que siempre se encuentran operativos, y nunca ociosos. Solo salen a la superficie cuando es de noche. En lugar de poseer una cebolla ellos se refugian en madrigueras creadas por ellos. También pueden ser invocados en cuevas por medio de semillas luminosas, pero nunca salen de ahí. Se multiplican llevando gemas luminosas a sus madrigueras. Puesto que de noche las criaturas se vuelven sumamente peligrosas, están preparados para enfrentarse a ellas, ya que además de actuar en pelotón, también pueden fusionarse en un único ser para atacar a un enemigo, creando una onda luminosa que no solo aturde a las criaturas que se encuentren cerca, sino que hace que los Pikmin se dispersen y puedan atacar a varios objetivos a la vez. Son completamente invencibles, ya que no solo resisten todo tipo de elementos, sino que por más que sean derrotados por los enemigos siempre empiezan cada noche con un pelotón de diez de ellos, independientemente de cuántos hayan sobrevivido. (solo ellos se desplazan como si fueran fantasmas, ya que no tienen pies. Sus ojos no son iguales; el derecho es más grande que el izquierdo. Además los pétalos de su cabeza son ligeramente puntiagudos)

## Otros
No son considerados Pikmin de forma oficial y solo se pueden ver en momentos determinados del juego:
- Puffmin: Es una raza que adquieren los Pikmin cuando son rociados con gases de una seta pedorreta. Conservan las resistencias que tenían antes de transformarse pero su aspecto físico cambia completamente: se vuelven morados, con ojos blancos y con un champiñón en la cabeza. Después, se revelan contra el capitán Olimar atacándole. Cuando esto ocurre, tienes tres  opciones: utilizar los Pikmin normales para sacrificarles (cada Puffmin sacrificado contará como Pikmin muerto), acercarte a ellos y justo cuando se suban encima de ti para atacarte librarte de ellos sacudiéndote bruscamente o matar a la seta pedorreta. Al hacerlo volverán en sí, aunque si haces lo segundo corres el riesgo de perder toda la energía si sale mal, así que hay que tener cuidado. Cuando finaliza el día en la versión de GameCube mueren como si hubiesen sido abandonados, ya que al no obedecer al capitán Olimar son devorados por las bestias nocturnas. En cambió, en la versión de Wii vuelven a la normalidad y se quedan plantados en el suelo, sobreviviendo a la noche. En Pikmin 4 los gases de dicha criatura ya no zombifican a los Pikmin, sino que los vuelven frenéticos durante un largo rato y comienzan a dar saltos sin parar, aunque desobedeciendo igualmente las órdenes del capitán.

- Olimin/Frondante: Si no se recogen las piezas de la nave necesarias para despegar, la nave volverá a estrellarse y Olimar no conseguirá sobrevivir esta vez al impacto por lo que los Pikmin lo meten en una cebolla y lo resucitan en forma de Pikmin. La apariencia es como la de Olimar pero con una hoja en la cabeza. La trama de Pikmin 4 transcurre en una línea alternativa donde Olimar sufre este trágico destino, en la cual se descubre que al fusionarse con el ADN de una cebolla de Pikmin, se convierte en un ser llamado "frondante", al cual le han lavado el cerebro y empieza a transformar a tripulantes perdidos en miembros de esa misma especie.

- Bulbikmin: Son bulbos parasitados por Pikmin (presumiblemente de color azul, ya que siempre se encuentran cerca del agua). Suelen ir en pequeños grupos liderados por uno de la misma especie más grande, el cual se encarga de atacar a los Pikmin. Hay que vencer al líder para que las crías se unan al pelotón. Resisten el fuego, la electricidad, el agua y el veneno pero solo se pueden encontrar en las cuevas y no pueden salir de ellas. Para ello, hay que transformarlos en otro tipo de Pikmin con un brote botador. Al igual que los otros Pikmin, poseen una hoja (en el lomo) que puede evolucionar a un capullo y, posteriormente, a una flor blanca.
- Ochin: es un perro espacial entrenado para realizar labores de rescate. Puede realizar absolutamente todas las labores de los Pikmin, salvo trepar. Además, conforme avanza la historia desarrolla las mismas resistencias que los Pikmin. Puede transportar en su lomo tanto al protagonista como a todo el pelotón, y posee habilidades únicas como saltar pequeños desniveles, cargar contra un enemigo u obstáculo y también rastrear elementos con el olfato. Es amarillo y con una cola en forma de pompón, la cual se transforma en hoja durante el transcurso de la historia y le impide abandonar PNF-404. Para devolverlo a la normalidad hace falta encontrar a un veterinario que le suministre la medicina necesaria para ello.
- Moss: es la perra de rescate que encuentra Olimar durante la búsqueda de las piezas de su nave. Es de color verde y ligeramente más grande que Ochin, y parece más mayor. Posee las mismas habilidades que Ochin. También tiene una hoja en su cola, pero al ser de nacimiento no hay posibilidad de que se pueda ir del planeta. Fue la responsable de que Olimar se estrellara de nuevo, ya que se coló en la nave en secreto antes de despegar y la misma sufrió un segundo impacto al regresar al planeta en un intento por dejarla en su hábitat. No hará daño a los Pikmin, pero puede llamarlos con un silbido para quitárselos al jugador. Puede ser derrotada, pero se recuperará por completo pasado un tiempo.

El juego tiene lugar en la Tierra, pero en un futuro lejano, habiendo desaparecido la especie humana y evolucionado muchas de las especies en el planeta.

## Personajes

### Capitán Olimar
El Capitán Olimar es el personaje principal de la saga, y es el único seleccionable en el primer juego Pikmin -en el segundo está acompañado por Louie. Se trata de uno de los altos cargos de la Hocotate Freight Company, una compañía interestelar. Tiene mujer, un hijo,una hija y al parecer una mascota vista en uno de los diarios de olimar del primer juego pero nunca se ha podido comunicar con ellos en los juegos, fue incluido en Super Smash Bros. Brawl como personaje seleccionable.

### Louie
Conocido también como Luis. Aparece a partir del segundo juego, y es el compañero de Olimar. Es otro empleado de la Hocotate Freight Company, y tiene unas características similares a las de su compañero. Es más asustadizo, alto y hambriento respecto a Olimar.

### Presidente
El presidente de Hocotate, S. L. es un personaje de la serie Pikmin. Es uno de los protagonistas de Pikmin 2, donde se le llama simplemente el presidente. No se le conoce un nombre propio.
El presidente aparece en la introducción del juego, esperando a Olimar, quien vuelve tras estrellar en el planeta de los Pikmin. Entonces le informa de la terrible situación por la que está pasando la empresa . Cuando Olimar le cuenta que hay muchos tesoros que pueden ayudarlo a salir de la crisis, lo envía junto con Luis de vuelta al planeta para que busquen los demás tesoros.

### Alph
Alph es uno de los protagonistas del videojuego Pikmin 3. Proviene del planeta Koppai. Junto con Brittany y el capitán Charlie, viajan al planeta PNF-404 en busca de alimento para su planeta.
Alph es el mecánico del grupo y es el primero en ocupar su KopPad con los apuntes de Olimar. 
Fue incluido en Super Smash Bros. 4 como traje de Olimar.

### Britanny
Ella lleva un traje espacial con una solapa de color rosa, tiene el pelo de color rosa y una pequeña, nariz puntiaguda, y sirve como un botánico en nombre de Koppai. Su traje espacial difiere de los otros en que es más femenina con una forma de falda, y ha talones ligeramente elevada. A diferencia de los otros dos líderes, ella tiene los ojos negros saltones, y lleva un par de gafas con marcos rojos. Ella es de carácter fuerte, pero también glotón. Aunque ella afirma distribuir el jugo uniformemente entre sus compañeros de tripulación.

### Charlie
El Capitán Charlie es uno de los personajes principales de Pikmin 3. Es el capitán de la S.S. Drake.

### Otros personajes
- Familia del Capitán Olimar: Mujer, hijos y perro (Bulby)
- Abuela de Louie
- Personas Anónimas

## Planeta Pikmin
En el primer juego ciertos usuarios pensaban que el lugar de hábitat de los Pikmin era nuestro propio planeta Tierra, pero en el segundo se confirma plenamente a través de la aparición de numerosos objetos como: pilas (de la marca Duracell), partes de juguetes, chapas de botella, latas, frutas, dispositivos eléctricos e incluso viejos componentes de consolas Nintendo como la Cruz del control del Snes o la palanca del control del Nintendo GameCube.
Estos juegos toman parte en el futuro planeta Tierra. En las dos primeras entregas el aspecto del planeta se muestra idéntico al de la Tierra. Sin embargo, en Pikmin 3 su apariencia es la misma que, hipotéticamente, tendrá la Tierra dentro de 250 millones de años: un planeta azul con un único continente, después de que los 6 existentes se sigan desplazando hasta volverse a unir una vez más. Dicho continente se le denomina Pangea Última. Este aspecto da a entender una época del tiempo mucho más futura.

## Juegos Pikmin

### Pikmin
Pikmin es un juego en 3D perteneciente al género de Estrategia en tiempo real. Controlamos al Capitán Olimar, en tercera persona, en un juego en el cual debemos controlar a unos seres muy simpáticos llamados Pikmin. 
Nuestra aventura comienza cuando el Capitán Olimar, un repudiado viajero del planeta Hocotate, está en plenas vacaciones a bordo de su nave, Dolphin. A lo largo de un viaje interestelar su nave sufre un accidente a causa de un enorme meteorito, y Olimar queda inconsciente y despierta en un extraño planeta. Allí no conoce nada, tan solo un dato no muy agradable: el oxígeno del planeta es venenoso y mortal para él y su soporte vital solo durará 30 días, es decir, 30 días para reparar su nave. Para hacerlo tendrá que encontrar todas sus piezas, que se encuentran esparcidas por todo el planeta. 
Olimar junto a los Pikmins deberán trabajar apoyándose para juntar las piezas de la nave antes de que el tiempo se acabe.

### Pikmin 2
En esta segunda entrega de la saga Pikmin el Capitán Olimar logra volver a Hocotate y al llegar se lleva una gran impresión al saber que su empresa donde trabaja está en bancarrota y tiene una deuda de 10.100 pokos. La solución llega cuando se descubre que un objeto traído por Olimar (una chapa de botella) vale 100 pokos (que parece ser bastante dinero) y reduce la deuda de 10.100 pokos a 10.000. Sabiendo que en el planeta de los Pikmin hay mucho más de esos "tesoros" el presidente de la empresa envía al Capitán Olimar y a su ayudante Louie de regreso a ese planeta para que encuentren más de esos valiosos Tesoros, los traigan a Hocotate y salven así a la empresa de la bancarrota.
En esta ocasión no tenemos ningún límite de días para acabar el juego pudiendo tomarnos nuestro tiempo para explorar y avanzar a nuestro ritmo. También encontraremos nuevas especies de pikmin:
- Pikmin Morado: Es muy fuerte y al cargar los tesoros es como si lo cargaran 10 pikmins normales. También al atacar a los enemigos lo hace con una fuerza superior para derrotarlos más rápidamente. Pero su contraparte es que este tipo de Pikmin es muy lento.

- Pikmin Blanco: De tamaño más pequeño, más veloz que cualquier pikmin, aguanta los gases tóxicos además de ser sumamente venenosos para los enemigos que sufrirán daños si se los comen y el único que detecta con sus ojos de color rojo los objetos ocultos bajo tierra.

Además en este juego está el sistema de cuevas, unas mazmorras donde el tiempo no pasará haciéndonos disfrutar gratamente de una sustancial exploración, donde al final está a la espera un poderoso jefe con una sorpresa por derrotarlos.

### Pikmin 3
Pikmin 3 es un juego de acción y estrategia en tiempo real para Wii U en el que explorarás la superficie del planeta PNF-404 con un ejército de pequeños ayudantes. Formarás una patrulla con todos los tipos de Pikmin que hay y usarás las destrezas de cada tipo para explorar el entorno, buscar objetos valiosos, resolver puzles y defenderte de los hostiles habitantes del planeta en intensos combates.
La historia del juego vendría a ser la siguiente:
Año 20XX. La población del planeta Koppai ha crecido exponencialmente en los últimos tiempos y ahora sus habitantes sufren de una gravísima carestía de alimentos porque, como es habitual aquí, nadie había previsto el problema. Desesperados por encontrar una solución, los koppaianos envían sondas a todos los puntos de la galaxia, incluso a los más remotos... ¡y tienen suerte! ¡Hay un planeta llamado PNF-404 que parece tener comida!En seguida se envía a tres expertos a bordo de una nave espacial, la Drake, con la más importantísima misión que jamás se haya organizado en Koppai: traer comida para salvar el planeta. Pero la misión sufre un percance y los expertos, más que aterrizar en la superficie de PNF-404, ¡se dan de bruces contra ella! Separados por el accidente, emprenden la búsqueda de sus compañeros, pero lo primero con lo que se encuentran es con unos seres minúsculos muy serviciales llamados Pikmin. Los tres expertos tardan muy poco en encontrar fruta, pero es mucho más grande de lo que esperaban, así que deciden dejarse ayudar por los Pikmin para ir llevándola a su nave. En la Drake la fruta se procesa: se extraen las semillas para enviarlas a Koppai, y el zumo para alimentar a la tripulación durante la misión.
Pikmin 3 tiene 3 protagonistas:
Alph es joven, optimista y un apasionado de su trabajo como ingeniero de la Drake. Por algún motivo (que desconocemos), siente una gran admiración por Charlie.
Brittany es la experta en botánica. Es muy responsable y tiene una voluntad de hierro, pero cuando se trata de comida, ¡se le nubla el juicio!
Charlie es el Capitán de la Drake y responsable de la tripulación. (No lo has leído aquí, pero sus sentimientos hacia Brittany van algo más allá de lo profesional.)
Se incorporan dos tipos nuevos de Pikmin;
Pikmin pétreos
Son duros como rocas, ¡imposible aplastarlos! ¡Y no veas qué impacto causan! Lánzalos cuando quieras romper algo, ya verás.
Pikmin alados
Pueden volar y estarán encantados de llevarte cosas de un lado a otro y de levantar cualquier obstáculo que se interponga en tu camino…
Los Pikmin Blanco y Morado son excluidos del modo historia y se hallarán sólo en el Modo Desafío y Modo Batalla de Bingo.

### Pikmin 4
La historia tiene lugar en una línea alternativa donde Olimar, a pesar de obtener todas las piezas de su nave, no consigue escapar del planeta y termina convirtiéndose en un frondante, un ser zombificado que se dedica a secuestrar a tripulantes extraviados en el planeta para convertirlos en miembros de esa especie. Afortunadamente, consigue enviar una señal de socorro a varios planetas antes de que se produzca el desastre, por lo que la Brigada de Rescate acude al planeta en su búsqueda. Del mismo modo, la nave colapsa al entrar en la atmósfera, catapultando a todos los miembros de la brigada hacia distintas partes del planeta. El protagonista (cuyo nombre y apariencia son totalmente personalizables) aterriza posteriormente, ya que al tratarse de un aprendiz se quedó en la órbita. Poco después de aterrizar conoce a Ochin, un perro espacial especializado en labores de rescate, el cual además de desempeñar todas las funciones de los Pikmin posee habilidades que lo hacen imprescindible en el desarrollo de la aventura.
El juego combina, técnicamente, todas las mecánicas de las 3 primeras entregas, como rescatar tripulantes perdidos y obtener tesoros para poder reparar la nave. Además, regresan las cuevas, en las cuales solo pasa 1/6 del tiempo de la superficie (en Pikmin 2 directamente el tiempo se detenía). Como novedad, en este juego se introducen las expediciones nocturnas. En dichas misiones, el capitán deberá proteger unas colmenas luminosas de los ataques de las criaturas nocturnas para que al amanecer produzcan un néctar luminoso necesario para fabricar la medicina que curará a los frondantes.

En este juego, además de estar presentes las 7 especies previas de Pikmin, se incorporan dos nuevas:
- Gélido: posee la capacidad de congelar a los enemigos y masas de agua.
- Luminoso: exclusivo de las cuevas y expediciones nocturnas. Poseen resistencia a cualquier elemento y están preparados para combatir contra las criaturas nocturnas.

Además, el pelotón de Pikmin posee nuevas mecánicas: al principio de la historia, no podrá exceder de 20 Pikmin. Para aumentarlo, hace falta encontrar unas cebollas especiales llamadas "ajiflores", las cuales aumentará el pelotón máximo en 10 más por cada una que se encuentre hasta alcanzar los 100. Además, solo se puede llevar un máximo de 3 especies distintas de Pikmin. Estos límites no existen en las cuevas, donde se puede encontrar a Pikmin en estado silvestre. No obstante, el límite de Pikmin dentro de una cebolla sigue siendo ilimitado.
Además, no es necesario encontrar la cebolla de una especie primero para tener sus repectivos Pikmin. Sin embargo, hasta que no se encuentre la cebolla de su color, no podrán reproducirse por medio de píldoras o enemigos; solo podrá aumentar el pelotón encontrándolos en cuevas. En este juego, todos los Pikmin, incluidos los morados y blancos, tienen su propia cebolla (salvo los luminosos).